# Museo del Concorde
Il Museo del Concorde è un museo privato dell'aeronautica civile, ubicato nella città di frontiera di Ciudad Juárez, nello stato di Chihuahua, in Messico.

## Storia
Nel 2004, la compagnia British Airways iniziò a vendere sia i suoi aerei Concorde completi, (che erano stati ritirati dal servizio nel 2003), sia le parti di ricambio originali. In quel periodo, un gruppo di Juarensi guidati dall'imprenditore Héctor Núñez Polanco, contattò le agenzie incaricate di questa distribuzione a Birmingham, in Inghilterra. Una volta completate le procedure, Abraham Zúñiga e Virgilio Polanco, dovettero recarsi nel paese europeo per organizzare il trasporto di più di dieci tonnellate di componenti del Concorde acquistate. Il trasporto avvenne via mare con un viaggio che durò trenta giorni verso Houston, Texas, Stati Uniti e successivamente con tre camion verso la città di El Paso, e poi a Ciudad Juárez Il museo venne inaugurato nel 2004 inizialmente in un complesso industriale in Av. Rafael Pérez Serna. Successivamente, nel 2016, si trasferisce in Av. de la Industria 2091, con il nome di "Galería Injecto". È solo nel 2024 che questo luogo di innovazione si trasferisce nel "Centro de Convenciones Injectronic", a circa 10km dal centro di Ciudad Juárez, e riapre le porte con una cerimonia pubblica in un salone di 500mt2.

## Obiettivo del museo
Il Museo del Concorde, vuole far conoscere le caratteristiche tecniche e ingegneristiche, che portarono alla sua realizzazione, dalla progettazione nel 1962, al suo ultimo volo nel 2003, e anche di preservarne la memoria, non solo come un semplice aereo, ma come un complesso pezzo di ingegneria aeronautica.

## Collezione

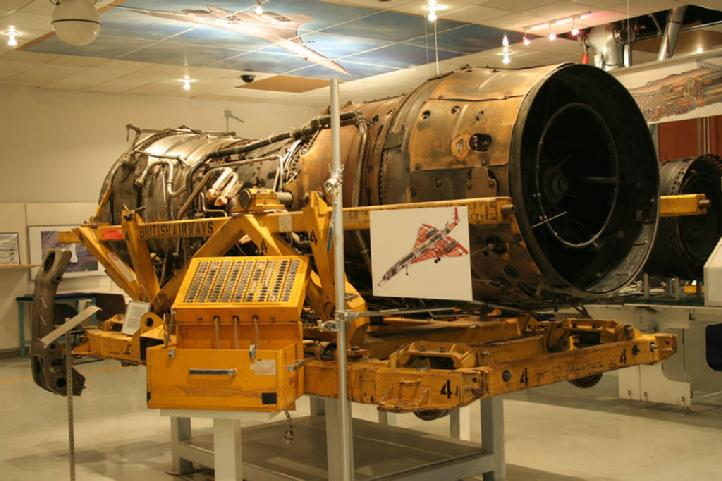
Motore Rolls Royce 593

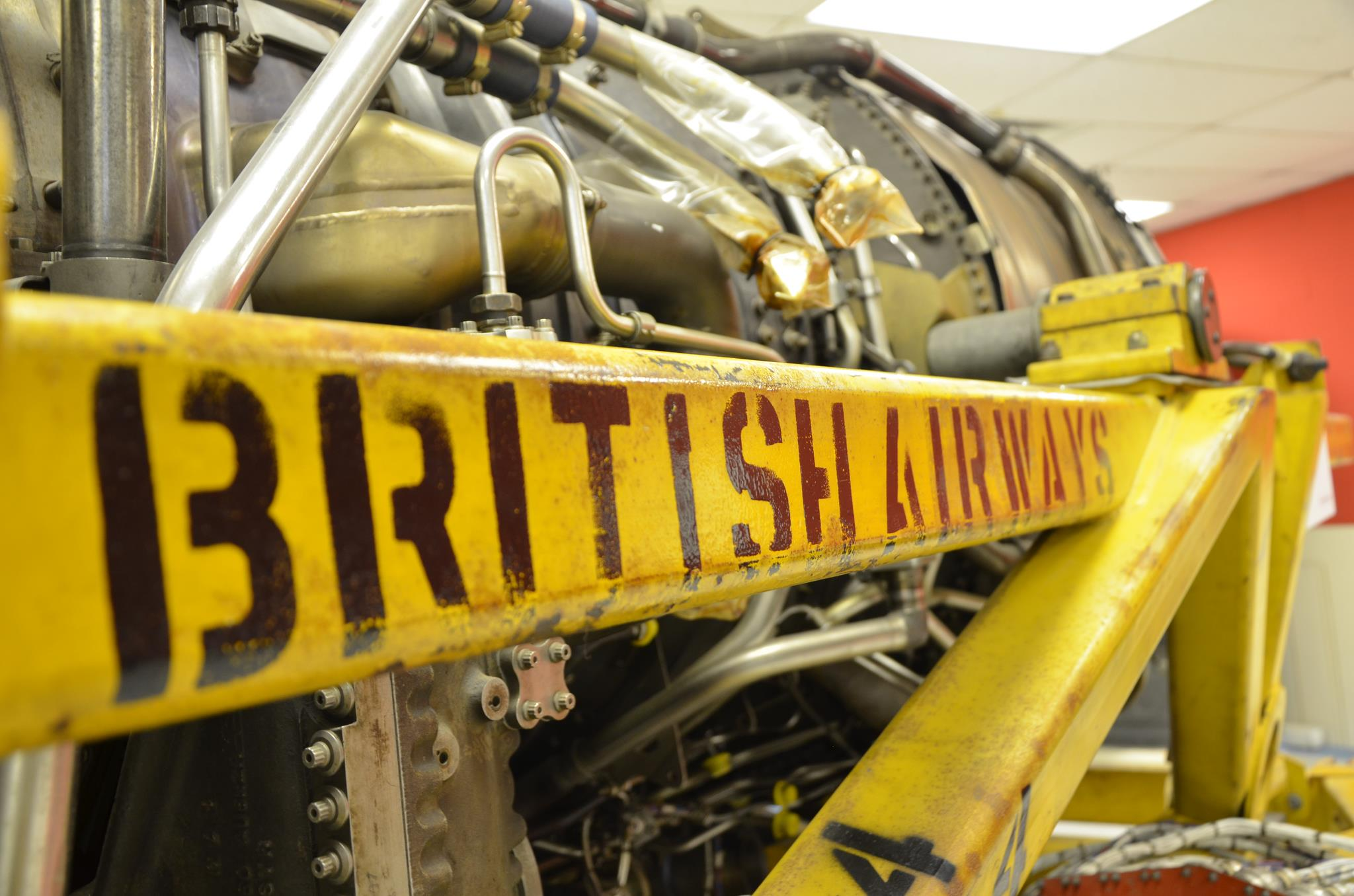
Motore Rolls Royce-Snecma Olympus 593

Il museo dispone di un'unica grande sala espositiva di 500mt2, vi sono 120 componenti originali dell'aereo, quali un motore Rolls-Royce Olympus, un carrello di atterraggio Bugatti, una serie di ugelli di aspirazione Snecma, meccanismi idraulici, sedili, sistemi di navigazione, fotografie, documenti e vari cimeli, il tutto correlato da informazioni. I componenti originali, esposti al Museo del Concorde, appartenevano alla flotta di 10 aerei della British Airways. Ogni pezzo esposto ha un disegno che indica la posizione originale nell'aereo.
Il museo apre solo il sabato o su prenotazione, l'ingresso è gratuito.

## Il Concorde in Messico
Anche se le rotte del Concord erano principalmente due, (Londra-New York e Parigi New-York), il 20 ottobre 1974, l'aeroporto internazionale di Città del Messico, (MEX), ricevette per la prima volta un volo del Concorde, fu solo un volo promozionale, per concludere affari con compagnie di viaggio transcontinentali. Fu solo il 21 settembre 1978, che il Concorde di Air France stabilì la rotta Parigi-Washington-Città del Messico, effettuando un volo di 7 ore e 22 minuti con uno scalo a Washington D.C., dove impiegò 45 minuti per fare rifornimento. Il Concorde continuò a viaggiare regolarmente in Messico per i successivi quattro anni fino al 1° novembre 1982, quando Air France cancellò i voli, dichiarando che i passeggeri del Messico non potevano coprire gli alti costi di servizio. Il Concorde tornò regolarmente nei cieli Messicani a partire dal 27 marzo 1993, fino al suo ultimo volo nell'ottobre 2003, quando British Airways e Air France hanno deciso di cessare i loro voli a causa degli elevati costi di manutenzione, (cinque volte superiori al normale), e le tariffe troppo elevate, (circa $ 10.000 andata e ritorno).

## Altre risorse
- Ciudad Juárez pagina della città
- Stato di Chihuahua pagina dello stato di Chihuahua
- Il Concorde pagina dell'aereo supersonico